# Davide Albano
Davide Albano (Torino, 3 giugno 1980) è un doppiatore italiano.

## Carriera
Attivo principalmente a Roma, lavora saltuariamente anche a Milano e Torino. Tra i personaggi doppiati, Stan Marsh nel ridoppiaggio del cartone animato South Park, Shun Kazami dell'anime Bakugan, Spighetto in Pokémon Nero e Bianco, Gabriel García in Inazuma Eleven GO, Silver the Hedgehog della serie Sonic.
Dal 2008 al 2016 è stato lo speaker ufficiale di DeA Kids.
Nel 2016 ha realizzato, prodotto e interpretato un cortometraggio dal titolo Zombie Hunter.
È anche un cantautore e musicista: ha un progetto rock-folk chiamato Black And Blue Radio con il quale ha pubblicato un Ep nel 2017 intitolato Out Of Time. Scrive i testi e le musiche, canta, suona la chitarra e l'armonica. Tuttora attivo in campo musicale, si esibisce in eventi live e continua a scrivere e a pubblicare canzoni.

## Doppiaggio

### Film
- Jackson Rathbone in Twilight, The Twilight Saga: New Moon, The Twilight Saga: Eclipse, L'ultimo dominatore dell'aria,The Twilight Saga: Breaking Dawn - Parte 1, The Twilight Saga: Breaking Dawn - Parte 2
- Xavier Dolan in J'ai tué ma mère, Les Amours imaginaires, Tom à la ferme, It - Capitolo due
- Jim Sturgess in One Day, Berlin, I Love You, J.T. LeRoy
- Alfie Allen in John Wick, The Predator, Night Teeth
- Colson Baker in Project Power, The Last Son
- Danilo Mesquita in Ricchi d'amore, Ricchi d'amore 2
- Manish Dayal in Holidate, Rise - La vera storia di Antetokounpo
- Mike Vogel in Blue Valentine
- Cameron Deane Stewart in iParty con Victorious
- Domhnall Gleeson in Ex Machina
- Jay Baruchel in Tropic Thunder
- Joseph Gordon-Levitt in Havoc - Fuori controllo
- Sam Prudhomme in The Choke
- Hendrik Borgmann in Maial Zombie - Anche i morti lo fanno
- Anthony Ilott in Wrong Turn 6: Last Resort
- Gianpaolo Venuta in Radio Killer 3 - La corsa continua
- Hugo Conzelmann in Eden
- Justin Hartley in La piccola boss
- Amin Nawabi in Flee
- Mauricio Ochmann in No negociable
- Jefferson White in Eileen
- Joel Fry in Un bambino chiamato Natale
- Arnaud Valois in Dopo Oliver
- Shun Oguri in Let Me Eat Your Pancreas
- Nicholas Braun in Saturday Night

### Serie televisive
- Dylan Bruce in Midnight, Texas, The Murders, Tracker
- Hakan Kurtaş in Bitter Sweet - Ingredienti d'amore, Il dottor Alì
- Austin Nichols in Ray Donovan, Walker
- Joel Fry in Requiem, Doctor Who
- Asif Ali in WandaVision, Agatha All Along
- Kris Marshall in My Family
- Alfie Allen ne Il Trono di Spade
- Vanya Asher in Scandal
- Justin Hartley in This Is Us
- Travis Milne in Rookie Blue
- Tyger Rawlings e James Maslow in iCarly
- Lee Hak-joo in My Name
- Donald Glover in Community
- Manish Dayal in The Resident
- Joe Absolom in Vincent
- David Lyons in Sea Patrol
- Anil Sharma in Alla corte di Alice
- Shane Sheckler in Life of Ryan
- Niels Destadsbater in Amika
- Lou Ferrigno Jr. in S.W.A.T.
- Oliver Stark in 9-1-1
- Jon Fletcher in Bosch
- Jefferson White in Yellowstone
- Thomas Howes in Dowton Abbey
- Lee Doo-seok in Squid Game
- Peyton Clark in Non sono stato io
- Jon De Leon in Coroner
- Nicholas Ralph in Creature grandi e piccole - Un veterinario di provincia
- Lamar Johnson in The Last of Us
- Arnaud Valois in Becoming Karl Lagerfeld
- James Pizzinato in Morte e altri dettagli
- Yash Puri in Citadel: Honey Bunny
- Kengo Kōra in House of Ninjas

### Soap opera e telenovelas
- Anil Çelik in DayDreamer - Le ali del sogno, Mr. Wrong - Lezioni d'amore
- Alexander Granzow in Alisa - Segui il tuo cuore
- Saša Kekez e Sebastian Fischer in Tempesta d'amore
- Reinaldo Zavarce in Isa TVB
- Arturo García Sancho in La promessa
- Jesús Rubio in Una vita

### Film d'animazione
- Spighetto in Il film Pokémon: Nero - Victini e Reshiram e Bianco - Victini e Zekrom, Il film Pokémon - Kyurem e il solenne spadaccino, Il film Pokémon - Genesect e il risveglio della leggenda
- Jon Arbuckle in Garfield e il laghetto magico
- Kousuke Tsuda ne La ragazza che saltava nel tempo
- Toki da giovane in Ken il guerriero - La leggenda di Toki
- Dominic Sorel in Eureka Seven - Il film: Good Night, Sleep Tight, Young Lovers
- Ryo Bakura in Yu-Gi-Oh!: The Dark Side of Dimensions
- Mael in The Seven Deadly Sins: Cursed by Light
- Jed in Hunter × Hunter: The Last Mission
- Keiji Akaashi in Haikyu!! Battaglia all'ultimo rifiuto

### Cartoni animati e anime
- Stanley Marsh in South Park (2º doppiaggio)
- Dave in Code Monkeys
- Smokey in Friday: The Animated Series
- Charly in Lola & Virginia
- Thang Kong in Aqualuna
- D'Eon de Beaumont in Le Chevalier D'Eon
- Shun Kazami in Bakugan - Battle Brawlers, Bakugan Battle Brawlers: New Vestronia, Bakugan: Gundalian Invaders e Bakugan: Potenza Mechtanium
- William Jones in Emma - Una storia romantica
- Daring Charming in Ever After High
- Trafalgar Law (1ª voce), Marco (3ª voce)  e Zeo in One Piece
- Sovrano Supremo, Blaze e Taigo Sorano in Yu-Gi-Oh! GX
- Professor Frank in Yu-Gi-Oh! 5D's
- Kazunari Takao in Kuroko's Basket
- Da Shan Wang, Ryutaro e Walls (2ª voce) in Beyblade Metal Fusion
- Bing ne I pinguini di Madagascar
- Sho, Kyle in Pokémon Diamante e Perla: Battle Dimension
- Spighetto in Pokémon Nero e Bianco
- Sakon in Naruto
- Yahiko, Pain (2ª voce) in Naruto: Shippuden
- Pelpel in Kung Fu Panda: Il cavaliere dragone
- Brad Hunter in Zoids
- Gabi in Angel's Friends
- Serge Lightman/Solar-Man in Ghostforce
- Gabriel "Gabi" García in Inazuma Eleven GO
- Macbeth/Midnight (1ª voce) in Fairy Tail
- Sanada Yukimura in Sengoku Basara
- Eddie Brock/Venom in The Spectacular Spiderman
- Leonardo in Teenage Mutant Ninja Turtles - Tartarughe Ninja (2ª voce)
- Darel in Kulipari: L'esercito delle rane
- Rolan in MÄR
- Auler (2ª voce) in Twin Princess - Principesse gemelle
- Gax in Ben 10
- Dino Cavallone in Tutor Hitman Reborn!
- Tempus in MeteoHeroes
- Easley in Claymore
- Estarossa/Mael, Alioni in The Seven Deadly Sins - Nanatsu no taizai
- Gastro, Nôgami Neuro in Assassination Classroom
- Genthru in Hunter × Hunter (serie 2011)
- Keiji Akaashi in Haikyu!!
- Papà Zebra in Peppa Pig
- Ade in Record of Ragnarok
- Tsubame Ozuno in Lamù e i casinisti planetari - Urusei yatsura

### Programmi televisivi
- Joe Gatto in Cattivissimi amici
- James Tindale in Geordie Shore

### Videogiochi
- Pausania in Sparta - La battaglia delle Termopili (2006)[1]
- Dean Thomas in Harry Potter e l'Ordine della Fenice (2007),[2] Harry Potter e il principe mezzosangue (2009)[3] e Harry Potter e i Doni della Morte - Parte 1 (2010)[4]
- Gregory Goyle in Harry Potter e l'Ordine della Fenice (2007),[2] Harry Potter e il principe mezzosangue (2009)[3] e Harry Potter e i Doni della Morte - Parte 2 (2011)[5]
- Il "gioelliere" in Bee Movie Game (2007)[6]
- James Anderson, Guardia #1, Tassista in Chronicles of Mystery - Il rituale dello scorpione (2008)[7]
- Preston Marlowe in Battlefield: Bad Company (2008)[8]
- Alex in Madagascar 2 (2008)[9]
- Frank Boles in Batman: Arkham Asylum (2009)[10]
- Shawn Frost, Austin Hobbs e Hide Nakata in Inazuma Eleven 3 (2010)[11]
- Fabio Orsini in Assassin's Creed: Brotherhood (2010)[12]
- Guardia Thomas Alexander in Warhammer 40.000: Space Marine (2011)[13]
- Robin in Batman: Arkham City (2011),[14] Batman: Arkham Origins (2013; modalità multiplayer),[15] Batman: Arkham Knight[16] (2015)
- Bailong, Gabriel "Gabi" García e Shawn Frost in Inazuma Eleven GO (2011)[17]
- Hadvar in The Elder Scrolls V: Skyrim (2011)[18]
- Alex Mercer in Prototype 2 (2012)[19]
- Drian e Poltahr in Diablo III (2012)[20]
- Gabriel "Gabi" García e Mike in Inazuma Eleven GO Chrono Stones (2012)[21]
- Henry in The Last of Us (2013)[22]
- Charlie Cole in Tom Clancy's Splinter Cell: Blacklist (2013)[23]
- David "Hesh" Walker in Call of Duty: Ghosts (2013)[24]
- Edmund Judge in Assassin's Creed IV: Black Flag (2013)[25]
- Silver in Sonic Generations, Mario & Sonic ai giochi olimpici invernali di Sochi 2014 (2013), Mario & Sonic ai giochi olimpici di Rio 2016 (2016), Sonic Forces (2017), Team Sonic Racing (2019), Mario & Sonic ai giochi olimpici di Tokyo 2020 (2019)
- Brent Walker in Infamous: First Light (2014)[26]
- Joker in Call of Duty: Advanced Warfare (2014)[27]
- James Cook in Assassin's Creed: Rogue (2014)[28]
- Pedro Fernandez in Resident Evil: Revelations 2 (2015)[29]
- Jack Joyce in Quantum Break (2016)[30]
- Stanley Marsh in South Park: Scontri Di-Retti (2017)[31]
- Daniel in Detroit: Become Human (2018)[32]
- Agente Andrew Edwards, agente Miller e Scott Williamson in Tom Clancy's The Division 2 (2019)[33]
- Eiman, nobile consacrato #4 e Ulagan in Diablo IV (2023)[34]